# 大久町小山田
大久町小山田（おおひさまち おやまだ）は、福島県いわき市の大字である。郵便番号は979-0336。

## 地理
いわき市北東部の大久地区に属する。北から東にかけ大久町小久、南で四倉町、西で四倉町白岩とそれぞれ隣接する。概ね町村制施行以前の楢葉郡小山田村の流れを汲む地域である。二級水系大久川水系小久川支流小山田川流域を主な範囲とする。多くを山林が占め、小山田川沿いの平地に水田が広がり、北側の山裾を中心に人家が立地する。内郷御厩町に所在するいわき中央警察署及び四倉町に所在する平消防署四倉分署がそれぞれ管轄にあたる。

### 主な字
字
- 沢田
- 岸田
- 道下
- 西ノ切

### 河川
二級水系大久川水系
- 小山田川

## 歴史
- 1879年1月27日 - 幕府領小山田村が福島県内における郡区町村制の施行により楢葉郡の村となる[4]。
- 1889年4月1日 - 町村制の施行により小山田村が大久村、小久村と合併し楢葉郡大久村が発足する。旧小山田村域は大久村の大字となる。[4]。
- 1896年4月1日 - 郡の廃置分合により楢葉郡が、標葉郡と合併し、新たに双葉郡が発足し、双葉郡大久村となる[4]。
- 1966年10月1日 - 大久村が平市・磐城市・常磐市・勿来市・内郷市、石城郡遠野町・四倉町・小川町・三和村・田人村・好間村、川前村、双葉郡久之浜村と合併しいわき市となり、いわき市大久地区の大字となる[4]。

## 世帯数と人口
2023年10月31日現在の世帯数と人口は以下の通りである。
| 大字         | 世帯数 | 人口 |
| ------------ | ------ | ---- |
| 大久町小山田 | 22世帯 | 51人 |

## 小・中学校の学区
市立小・中学校に通う場合、学区は以下の通りとなる。
| 番地 | 小学校                     | 中学校                 |
| ---- | -------------------------- | ---------------------- |
| 全域 | いわき市立久之浜第一小学校 | いわき市立久之浜中学校 |

## 交通

### 道路
- 常磐自動車道
- 福島県道245号白岩久之浜線

## 施設
- 小山田多目的集会所
- 八幡神社